# Marc Artori
Marc Artori (en llatí Marcus Artorius en grec Άρτώριος) era un metge de Roma, seguidor d'Asclepíades. Després va ser amic i metge d'Octavi August, al que va tractar durant la campanya contra Brut i Cassi l'any 42 aC, i el va aconsellar, a partir d'un somni, d'assistir personalment a la batalla de Filipos (Philippi) tot i estar indisposat, cosa que li va salvar la vida, ja que Brut va destruir una part de l'exèrcit al campament on s'havia d'estar l'emperador. Artori va morir ofegat al mar després de la batalla d'Àccium.